# Michael Glenn Williams
Michael Glenn Williams (Lancaster, 23 ottobre 1957) è un compositore, pianista e ingegnere elettrotecnico statunitense.

## Biografia
Williams trascorse i primi anni a New York, iniziando gli studi di tromba e componendo a 8 anni. A 12 anni programmava già minicomputer DEC PDP 8. Ha frequentato la CSU Northridge come doppia specializzazione in composizione e pianoforte, studiando con Aurelio de la Vega, Danial Kessner, Frank Campo e Francoise Regnat. È stato un pioniere nella composizione per la sintesi FM combinata con musica concreta e strumenti acustici. Si laureò alla Eastman School of Music come compositore, dove insegnò musica elettronica universitaria, e ha lavorato con Samuel Adler, Robert Morris, Warren Benson, la pianista Rebecca Penneys e brevemente con Joseph Schwantner e David Burge.

## Carriera nello spettacolo
Williams si esibisce come pianista in The Chopin Project, con il gruppo jazz 1 40 4 20, e come pianista in studio per film e televisione. È stato compositore in residenza al Festival del Lago di Como 2010, si è esibito come concertista per la serie Piano Master della Piano Academy. Ha eseguito in anteprima opere scritte per lui da Jeffery Cotton, Jeff Rona e altri compositori. Ha vinto due volte il Northridge Chamber Music Award per spettacoli di musica contemporanea. Williams pubblica regolarmente spettacoli sulla sua pagina Facebook e sul canale YouTube "Michael's Piano Bar".

## Opere
Williams compone per pianoforte solo, gruppi da camera, coro e voce solista. I lavori per orchestra comprendono New West Overture, Rising Stars Overture, Oceanic Overture, American Prairie Sketches, Tarantella per pianoforte e orchestra, composta per il pianista Sean Chen, Princess Concerto per pianoforte, narratore e orchestra e The Gates of Hell una serie di poemi sinfonici basati sulle sculture di Rodin. Il catalogo di Williams per pianoforte solo è ampio, con oltre venti suite. Williams ha anche composto per film come King of the Hill, The Limey, Younger and Younger, The House of Yes, Wonderland e Wicker Park. Ha anche composto sigle ed suonato al pianoforte per la serie TV Chicago Hope.

## Incisioni importanti
- For The Young Artist: Sean Chen Plays the Works of Michael Glenn Williams Navona Records, pianista Sean Chen
- Fine Music  Navona Records, pianista Sean Chen
- Digital Animation Stradivarius Records, pianisti Enrico Pompili e Gabriele Baldocci
- Lyricism: Songs Without Words, AIX Records, Roberto Prosseda, pianista
- Chroma, Capstone, Jeri-Mae Astolfi pianista
- Wet, Pocket Jazz Records, Michael Williams con gli artisti di 1 40 4 20
- Jazz Trespassers, Pocket Jazz Records, artisti di 1 40 4 20

## Tecnico
Come tecnico, Williams è stato vicepresidente del gruppo di lavoro IEEE 802.21, segretario del gruppo di lavoro Open Firmware IEEE 1275 e membro del gruppo di lavoro Open Microprocessor IEEE 1754. Ha scritto il programma SuperScore, uno dei primi programmi di editing e stampa per computer per la musica, e ha co-sviluppato il Sonata font, il primo font musicale per la composizione tipografica di musica professionale per computer. Ha scritto articoli per IEICE, Music Technology, Electronic Music Educator e Klavier. Ha ricevuto il titolo di Leading Scientist mentre lavorava in Nokia. Detiene brevetti in una varietà di settori tra cui sicurezza di rete, clustering, autenticazione e ricerca sicura.